# 문어방 노동

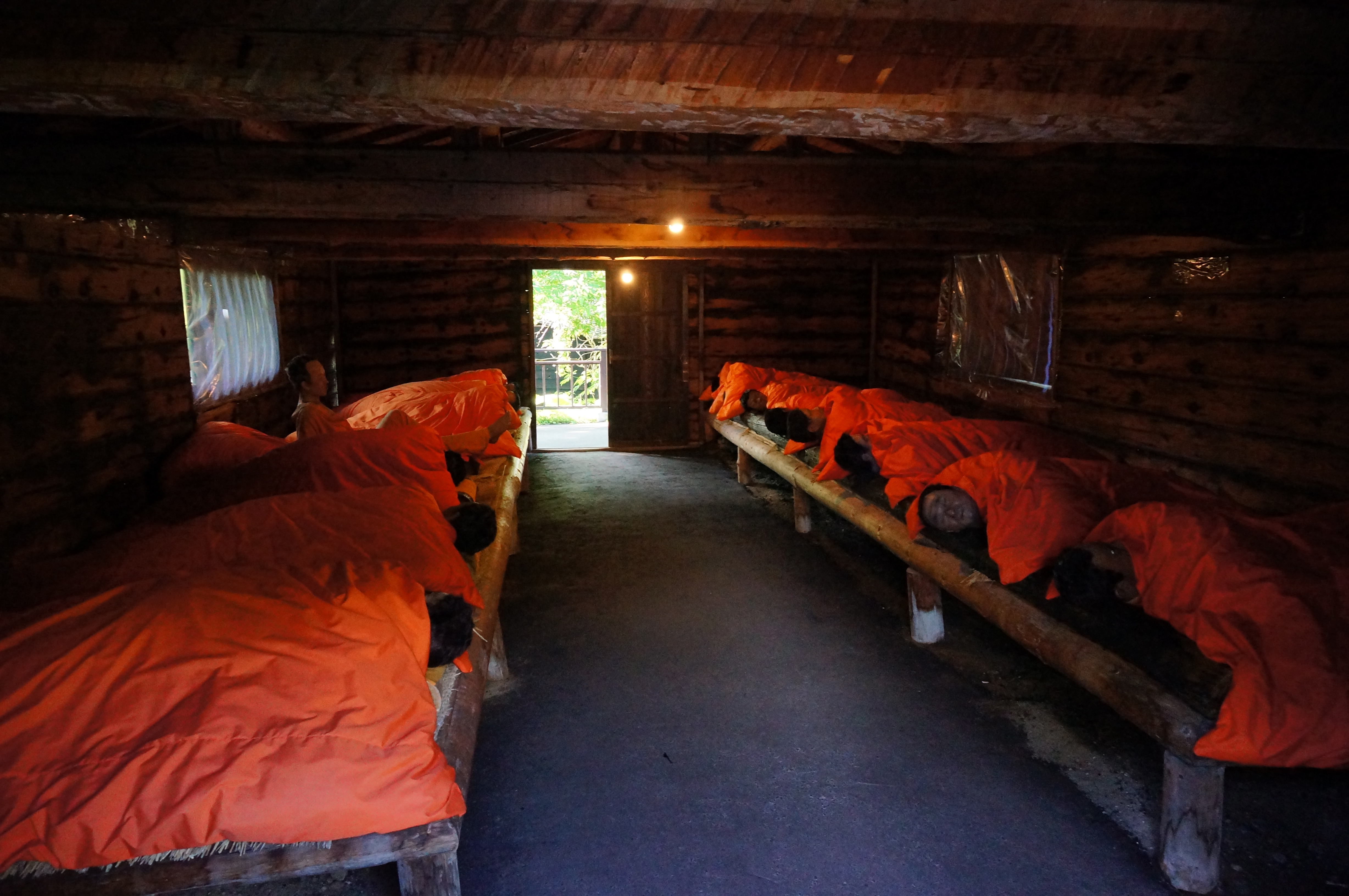
1891년(메이지 24년) 홋카이도 개척의 문어방을 복원한 것.

문어방 노동(일본어: タコ部屋労働 타코베야로도[*])은 전전 일본에서 노동자를 신체적으로 구속하며 행해진 비인간적 육체노동이다.
문어방 노동에서 사역되는 노동자를 문어라고 했으며, 문어들을 감금하는 토공방을 문어방이라고 했다. 홋카이도 개척지나 규슈 탄광지대에서 이런 작태가 자주 발견되었다. 현대 일본에서는 노동기준법 제5조에 따라 문어방 노동이 금지되어 있다.